# Hady Khashaba
Hady Khashaba (arab. ‏هادي خشبة‎; ur. 19 grudnia 1972 w Asjucie) – egipski piłkarz grający na pozycji pomocnika.

## Kariera klubowa
Przez całą swoją karierę piłkarską Khashaba związany był z jednym klubem, Al Ahly Kair. W 1989 roku zadebiutował w jego barwach w pierwszej lidze egipskiej. Swój pierwszy sukces w karierze osiągnął w 1991 roku, gdy zdobył z Al-Ahly Puchar Egiptu. Swoje pierwsze mistrzostwo kraju wywalczył w 1994 roku. W swojej karierze jeszcze dziewięciokrotnie został mistrzem kraju w latach 1995–2000, 2005 i 2006, sześciokrotnie zdobywcą pucharu w latach 1992, 1993, 1996, 2001, 2003 i 2006 oraz trzykrotnie superpucharu w latach 2003, 2005 i 2006. Sukcesy osiągał także na arenie międzynarodowej. W latach 2001, 2005 i 2006 wygrał Ligę Mistrzów, w 1993 roku – Puchar Zdobywców Pucharów, a także dwukrotnie Superpuchar Afryki (2002, 2006). Zdobywał też Arabski Puchar Mistrzów (1996), Arabski Puchar Zdobywców Pucharów (1995) i Arabski Superpuchar (1997, 1998). Karierę piłkarską zakończył w 2006 roku w wieku 34 lat.

## Kariera reprezentacyjna
W reprezentacji Egiptu Khashaba zadebiutował w 1992 roku. W tym samym roku był członkiem kadry olimpijskiej podczas Igrzysk Olimpijskich w Barcelonie. W 1996 roku zagrał w 4 meczach Pucharu Narodów Afryki 1996: z Angolą (2:1), z Kamerunem (1:2), z Republiką Południowej Afryki (0:1) i ćwierćfinale z Zambią (1:3). W 1998 roku był rezerwowym w Pucharze Narodów Afryki 1998 i nie rozegrał na nim żadnego spotkania. Rok później wystąpił w Pucharze Konfederacji 1999, a w 2000 roku w 4 meczach Pucharu Narodów Afryki 2000: z Zambią (2:0), z Senegalem (1:0), z Burkina Faso (4:2) i w ćwierćfinale z Tunezją (0:1). Natomiast w 2004 roku wystąpił we 2 spotkaniach Pucharu Narodów Afryki 2004: z Zimbabwe (2:1) i z Algierią (1:2). Od 1992 do 2004 roku rozegrał w kadrze narodowej 74 mecze i strzelił 9 goli.